# Pittosporum crassifolium
Pittosporum crassifolium är en tvåhjärtbladig växtart som beskrevs av Joseph Banks, Amp; Sol. och A. Cunningham. Pittosporum crassifolium ingår i släktet Pittosporum och familjen Pittosporaceae. Inga underarter finns listade.

## Bildgalleri

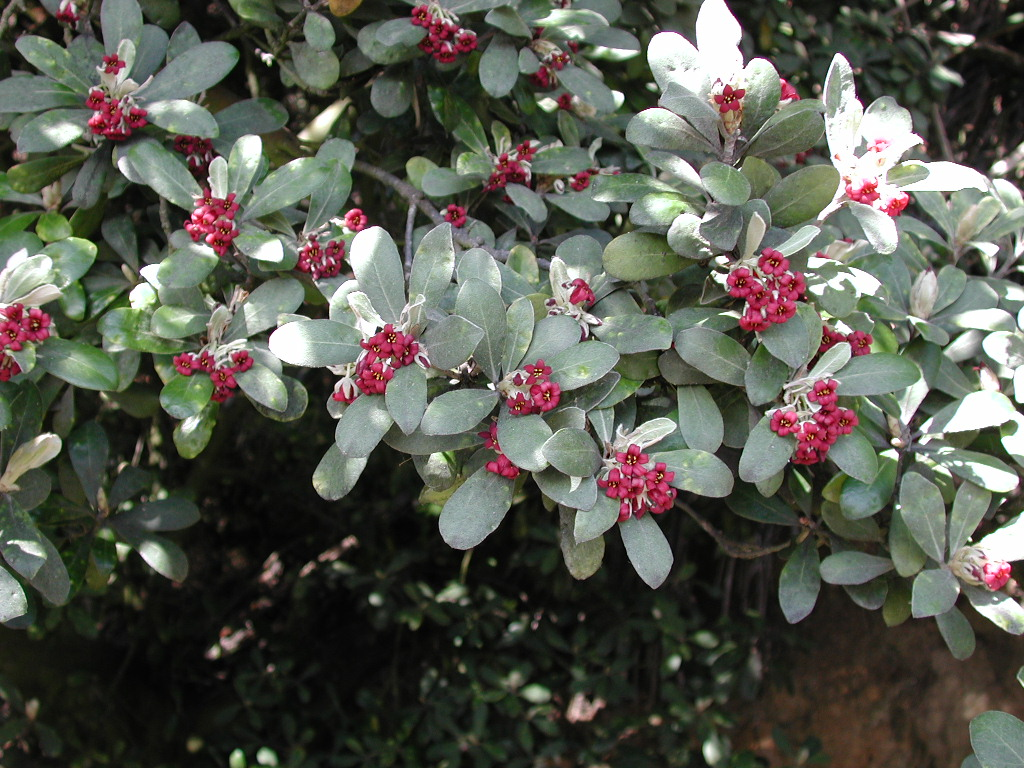
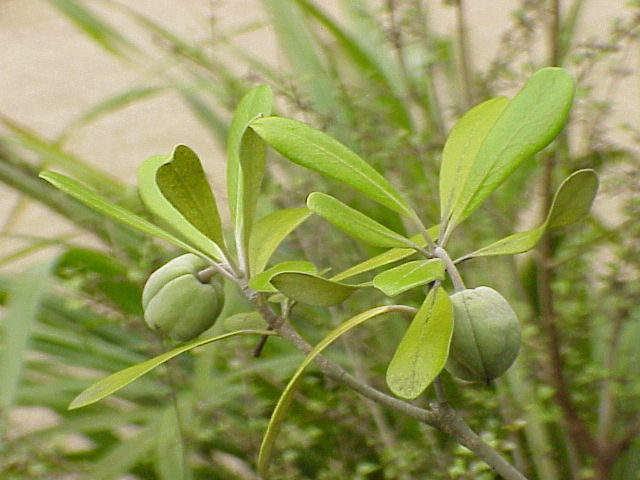
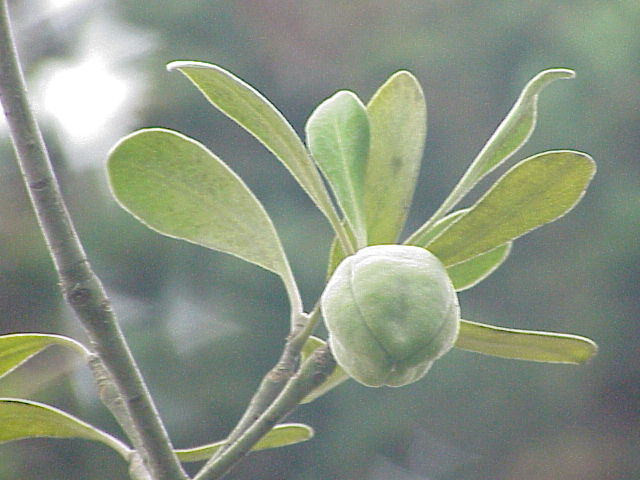
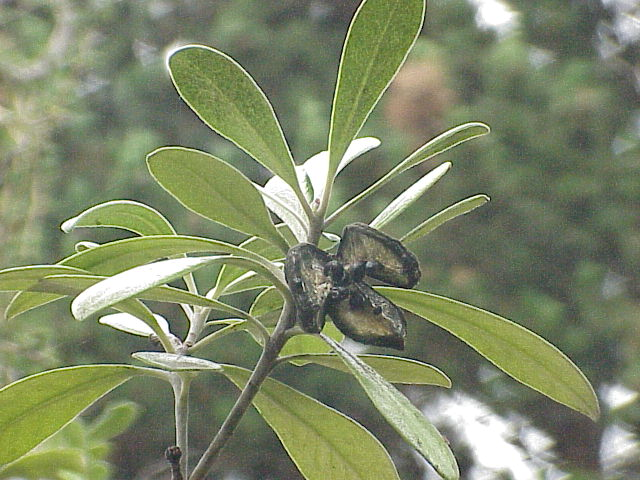
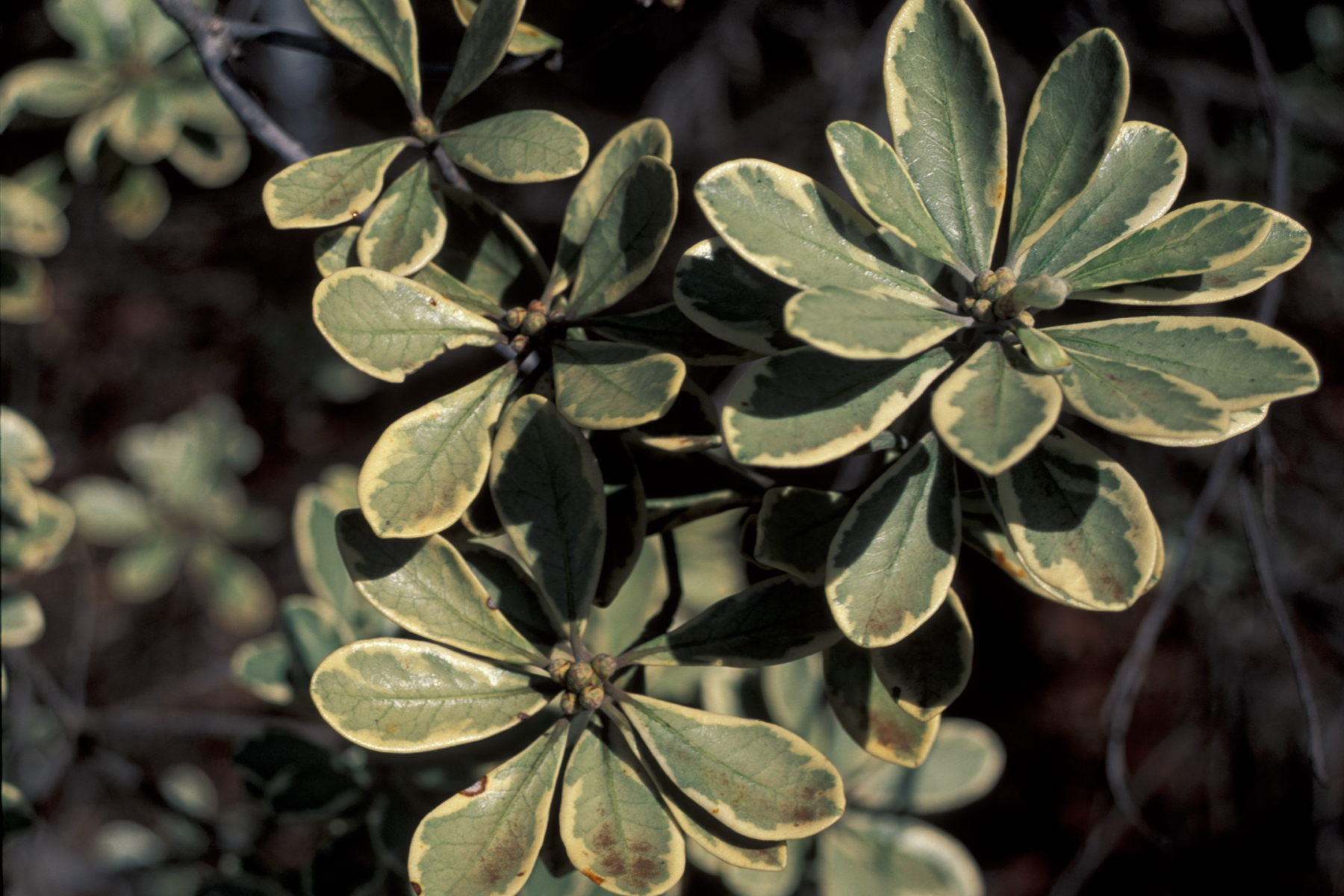